# Louzy
Louzy ist eine französische Gemeinde mit 1.292 Einwohnern (Stand: 1. Januar 2022) im Département Deux-Sèvres in der Region Nouvelle-Aquitaine. Sie gehört zum Arrondissement Bressuire und zum Kanton Thouars.

## Lage
Louzy liegt etwa 30 Kilometer nordöstlich von Bressuire im Weinbaugebiet Anjou. Hier entspringt das Flüsschen Losse, das zum Thouet entwässert. Umgeben wird Louzy von den Nachbargemeinden Brion-près-Thouet im Norden, Saint-Cyr-la-Lande im Nordosten, Saint-Léger-de-Montbrun im Osten und Südosten, Thouars im Süden und Südwesten, Sainte-Verge im Westen sowie Saint-Martin-de-Sanzay im Nordwesten.

## Bevölkerungsentwicklung
| Jahr                       | 1962 | 1968 | 1975 | 1982 | 1990 | 1999 | 2006 | 2013 | 2019 |
| Einwohner                  | 707  | 640  | 732  | 901  | 1098 | 1115 | 1137 | 1302 | 1320 |
| Quellen: Cassini und INSEE |      |      |      |      |      |      |      |      |      |

## Sehenswürdigkeiten
- Kirche Saint-Pierre aus dem 11./12. Jahrhundert
- Taubenturm

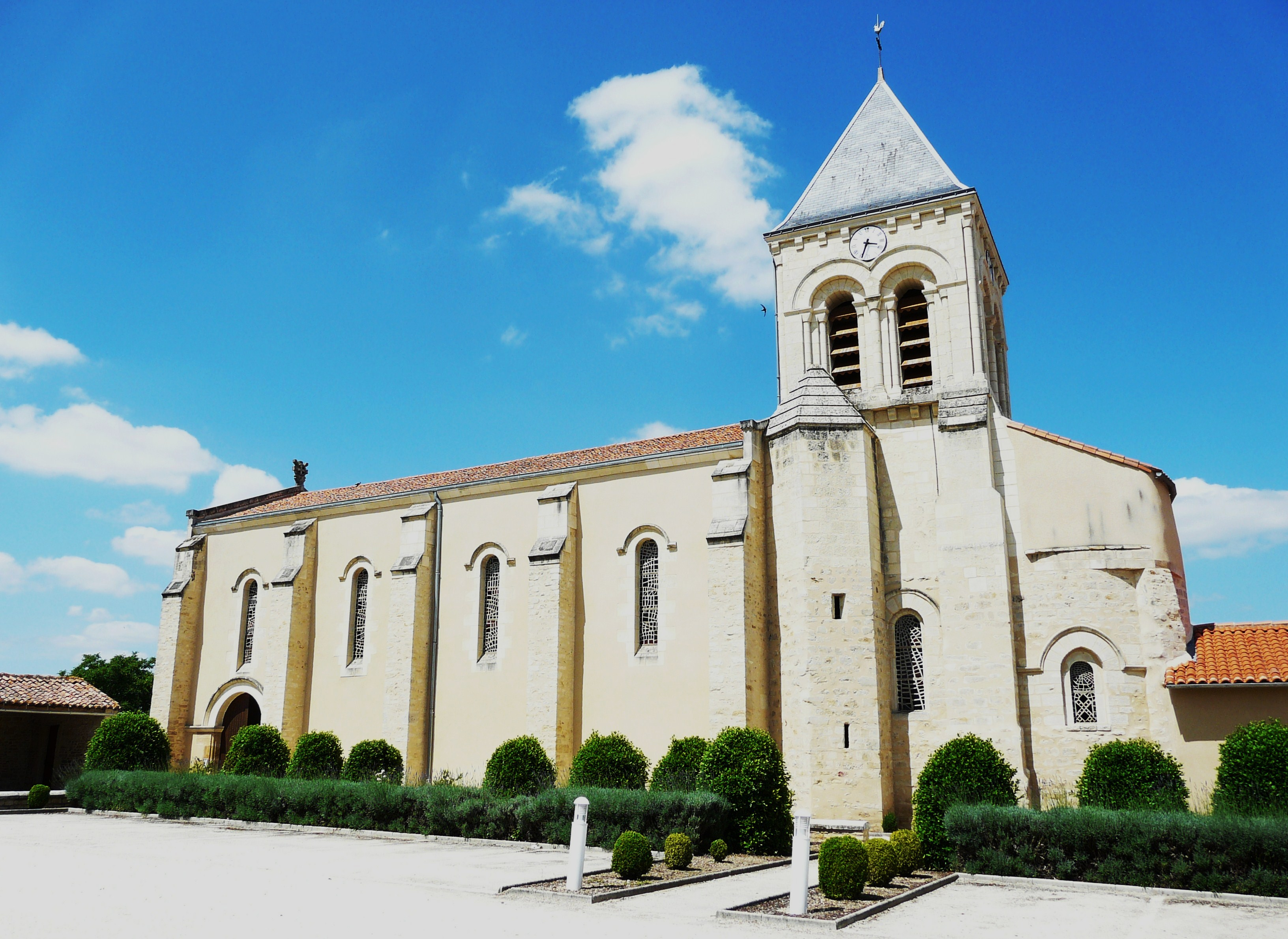
Kirche Saint-Pierre
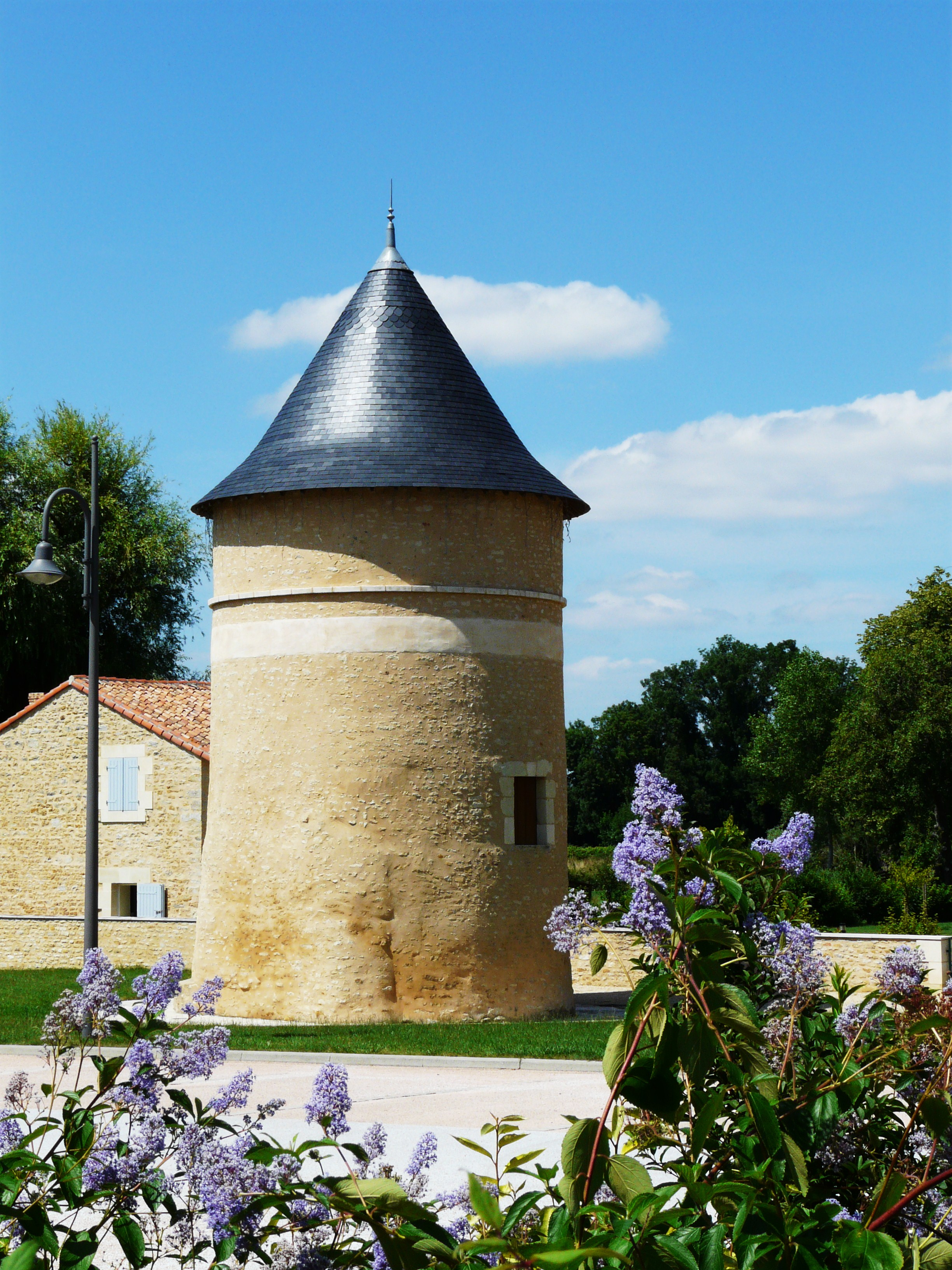
Taubenturm